# 2019年世界田徑錦標賽
第17屆世界田徑錦標賽於2019年9月27日至10月6日在卡塔尔杜哈舉行。比赛主场馆是哈利法國際體育場。共有来自209个国家和地区的将近2000名运动员参加本届比赛。本届比赛共设立49个小项，其中田赛和径赛43个、竞走4个、马拉松2个。竞走和马拉松项目的比赛在多哈滨海路进行。
本届比赛是历史上首个在中东地区举办的田径世锦赛，同时也是首个在10月进行的田径世锦赛。由于举办地气候炎热，上午不会举行任何比赛，所有的比赛都会在当地时间下午4时开始。而马拉松和竞走的比赛则会安排在当地时间23时59分开始。从本届世锦赛开始，国际田联允许各国家和地区队伍的赞助商出现在该队运动员的服装以及装备当中。
对于本届田径世锦赛的批评主要集中在观赛人数少、炎热的气候、赛程安排以及多哈为何能获得该届比赛主办权。

## 主辦權
有三個城市爭取主辦權：
- 西班牙巴塞隆納
- 卡塔尔杜哈
- 美國尤金

主辦城市的最終選擇會議於2014年11月18日在摩納哥召開。最終卡塔尔杜哈獲選。而在最后一轮负于多哈的尤金，则在之后直接获得2021年赛事的主办权。

## 場館
- 竞走和马拉松项目的比赛在多哈滨海路进行

## 争议

### 贿赂丑闻
根据法国媒体报道，2011年10月和11月期间，卡塔尔在申办2017年世界田径锦标赛和2020年夏季奥运会时，纳赛尔向国际田联时任主席拉明·迪亚克的儿子帕帕·马萨塔·迪亚克（Papa Massata Diack）行贿350万美元，帮助多哈获得了田径世锦赛主办权。2019年，法国检察官对beIN Media Group高管尤塞利·奥拜德利（Yousef Al-Obaily）、拉明·迪亚克以及巴黎圣日耳曼足球俱乐部主席纳赛尔·赫莱伊菲（Nasser Al-Khelaifi）提出初步指控。一名法国法官也对参与主办城市申办评估的电通和田径管理与服务展开调查。

## 各項成績

### 男子

#### 徑賽
| 年表: 2015 \| 2017 \| 2019 \| 2021 \| 2023 |
| ------------------------------------------ |

| 项目 | 金牌 | 金牌            | 银牌                                                                                          | 银牌        | 铜牌                                                                                     | 铜牌       |
| 100米 (風速: +0.6 m/s) | 克里斯蒂安·科爾曼 · 美国（USA）                                                                                           | 9.76 WL、PB     | 賈斯汀·加特林 · 美国（USA）                                                                   | 9.89        | 安德烈·德格拉塞 · 加拿大（CAN）                                                          | 9.90 PB    |
| 200米 (風速: +0.3 m/s) | 諾亞·萊爾斯 · 美国（USA）                                                                                                 | 19.83           | 安德烈·德格拉塞 · 加拿大（CAN）                                                               | 19.95       | 亚历克斯·基尼奥内斯 · 厄瓜多尔（ECU）                                                    | 19.98      |
| 400米 | 史蒂文·加德纳 · 巴哈马（BAH）                                                                                             | 43.48 NR        | 安东尼·桑布拉诺 · 哥伦比亚（COL）                                                             | 44.15 AR    | 弗雷德·克利 · 美国（USA）                                                                | 44.17      |
| 800米 | 多纳文·布莱泽尔 · 美国（USA）                                                                                             | 1:42.34 CR、AR  | 阿梅尔·图卡 · 波斯尼亚和黑塞哥维那（BIH）                                                     | 1:43.47 SB  | 费古森·切鲁伊约特·罗提奇 · 肯尼亚（KEN）                                                 | 1:43.82    |
| 1500米 | 蒂莫西·切鲁伊约特 · 肯尼亚（KEN）                                                                                         | 3:29.26         | 塔烏費克·馬克洛菲 · 阿尔及利亚（ALG）                                                         | 3:31.38 SB  | 马尔钦·莱万多夫斯基 · 波兰（POL）                                                        | 3:31.46 NR |
| 5000米 | 穆克塔尔·埃德里斯 · 埃塞俄比亚（ETH）                                                                                     | 12:58.85 SB     | 塞勒蒙·巴雷加 · 埃塞俄比亚（ETH）                                                             | 12:59.70    | 穆罕默德·艾哈迈德 · 加拿大（CAN）                                                        | 13:01.11   |
| 10000米 | 约书亚·切普特盖 · 乌干达（UGA）                                                                                           | 26:48.36 WL、PB | 約米夫·卡加爾查 · 埃塞俄比亚（ETH）                                                           | 26:49.34 PB | 罗尼克斯·基普鲁托 · 肯尼亚（KEN）                                                        | 26:50.32   |
| 马拉松 | 雷里薩·德西薩 · 埃塞俄比亚（ETH）                                                                                         | 2:10:40 SB      | 莫西内特·杰瑞姆 · 埃塞俄比亚（ETH）                                                           | 2:10:44     | 阿莫斯·基普鲁托 · 肯尼亚（KEN）                                                          | 2:10:51    |
| 110米栏 (風速: +0.6 m/s) | 格兰特·霍洛威 · 美国（USA）                                                                                               | 13.10           | 谢尔盖·舒本科夫 · 授權中立運動員（ANA）                                                       | 13.15       | 帕斯卡尔·马尔蒂诺-拉加德 · 法國（FRA）奧蘭多·奧特加 · 西班牙（ESP）                      | 13.1813.30 |
| 400米栏 | 卡斯滕·瓦霍尔姆 · 挪威（NOR）                                                                                             | 47.42           | 莱伊·本杰明 · 美国（USA）                                                                     | 47.66       | 阿卜杜勒拉赫曼·桑巴 · 卡塔尔（QAT）                                                      | 48.03      |
| 3000米障碍赛 | 肯瑟拉斯·基普魯托 · 肯尼亚（KEN）                                                                                         | 8:01.35 WL      | 拉梅查·吉爾馬 · 埃塞俄比亚（ETH）                                                             | 8:01.36 NR  | 苏菲恩·埃尔·巴卡利 · 摩洛哥（MAR）                                                       | 8:03.76 SB |
| 20公里竞走 | 山西利和 · 日本（JPN） | 1:26.34         | 瓦西利·米济诺夫 · 授權中立運動員（ANA）                                                       | 1:26.49     | 佩尔修斯·卡尔斯特罗姆 · 瑞典（SWE）                                                      | 1:27.00    |
| 50公里竞走 | 鈴木雄介 · 日本（JPN） | 4.04.20         | 若奥·维埃拉 · 葡萄牙（POR）                                                                   | 4.04.59     | 埃文·邓菲 · 加拿大（CAN）                                                                | 4.05.02    |
| 4×100米接力 | 美国（USA） · 克里斯蒂安·科尔曼 · 贾斯汀·加特林 · 麥克·羅杰斯 · 諾亞·萊爾斯 · 克雷翁·吉莱斯皮*                            | 37.10 WL、NR    | 英國（GBR） · 亚当·戈米利 · 詹內·休斯 · 理查德·基尔蒂 · 纳塔尼尔·米切尔-布莱克                | 37.36 AR    | 日本（JPN） · 多田修平 · 白石黄良良 · 桐生祥秀 · 薩尼布朗·阿卜杜爾·哈基姆 · 小池祐貴*    | 37.43 AR   |
| 4×400米接力 | 美国（USA） · 弗雷德·克利 · 迈克尔·彻里 · 威尔伯特·伦敦 · 莱伊·本杰明 · Tyrell Richard* · 弗农·诺伍德* · Nathan Strother* | 2:56.69 WL      | 牙买加（JAM） · 阿基姆·布卢姆菲尔德 · 内森·艾伦 · Terry Thomas · 德米什·盖伊 · 贾冯·弗朗西斯* | 2:57.90 SB  | 比利时（BEL） · 约纳坦·萨库尔 · 罗宾·范德贝姆登 · 迪伦·博莱 · 凯万·博莱 · 朱利安·瓦特兰* | 2:58.78 SB |
| AR地区纪录 \| CR锦标赛纪录 \| NR国家纪录 \| OR奥运会纪录 \| PB/PR个人最佳/纪录 \| SB个人赛季最佳 \| WR世界纪录 \| WL世界赛季最佳 | |                 |                                                                                               |             |                                                                                          |            |

* 仅参加预赛但仍获得奖牌的选手。

#### 田賽
| 年表: 2015 \| 2017 \| 2019 \| 2021 \| 2023 |
| ------------------------------------------ |

| 项目 | 金牌                                 | 金牌               | 银牌                                      | 银牌       | 铜牌                                                       | 铜牌           |
| 跳高 | 穆塔茲·伊薩·巴爾希姆 · 卡塔尔（QAT） | 2.37 m WL          | 米哈伊尔·阿基缅科 · 授權中立運動員（ANA） | 2.35 m PB  | 伊利亚·伊万纽克 · 授權中立運動員（ANA）                    | 2.35 m PB      |
| 撑竿跳高 | 山姆·肯德里克斯 · 美国（USA）        | 5.97 m             | 阿曼德·杜普兰蒂斯 · 瑞典（SWE）           | 5.97 m     | 彼得·里萨科 · 波兰（POL）                                  | 5.87 m         |
| 跳远 | 塔杰·盖尔 · 牙买加（JAM）            | 8.69 m WL、NR      | 傑夫·亨德森 · 美国（USA）                 | 8.39 m     | 胡安·米格尔·艾切瓦利亚 · 古巴（CUB）                       | 8.34 m         |
| 三级跳远 | 克里斯汀·泰勒 · 美国（USA）          | 17.92 m SB         | 威爾·克萊耶 · 美国（USA）                 | 17.74 m    | 于格·法布里斯·赞戈 · 布吉納法索（BUR）                     | 17.66 m AR     |
| 铅球 | 乔·科瓦奇 · 美国（USA）              | 22.91 m CR、WL、PB | 瑞安·克劳泽 · 美国（USA）                 | 22.90 m PB | 托马斯·沃尔什 · 新西兰（NZL）                              | 22.90 m AR     |
| 铁饼 | 丹尼尔·斯托尔 · 瑞典（SWE）          | 67.59 m            | 费德里克·戴克斯 · 牙买加（JAM）           | 66.94 m    | 卢卡斯·魏斯海丁格 · 奥地利（AUT）                          | 66.82 m        |
| 标枪 | 安德森·彼得斯 · 格林纳达（GRN）      | 86.89 m            | 芒努斯·吉爾特 · 爱沙尼亚（EST）           | 86.21 m    | 約翰內斯·費特爾 · 德国（GER）                              | 85.37 m        |
| 链球 | 帕维乌·法伊德克 · 波兰（POL）        | 80.50 m            | 康坦·比戈 · 法國（FRA）                   | 78.19 m SB | 豪拉斯·本采 · 匈牙利（HUN）沃伊切赫·諾維茨基 · 波兰（POL） | 78.18 m77.69 m |
| AR地区纪录 \| CR锦标赛纪录 \| NR国家纪录 \| OR奥运会纪录 \| PB/PR个人最佳/纪录 \| SB个人赛季最佳 \| WR世界纪录 \| WL世界赛季最佳 |                                      |                    |                                           |            |                                                            |                |

#### 全能
| 年表: 2015 \| 2017 \| 2019 \| 2021 \| 2023 |
| ------------------------------------------ |

| 项目 | 金牌                        | 金牌      | 银牌                            | 银牌      | 铜牌                        | 铜牌   |
| 十项全能 | 尼克拉斯·考尔 · 德国（GER） | 8691分 PB | 迈塞尔·尤伊伯 · 爱沙尼亚（EST） | 8604分 PB | 達米安·華納 · 加拿大（CAN） | 8529分 |
| AR地区纪录 \| CR锦标赛纪录 \| NR国家纪录 \| OR奥运会纪录 \| PB/PR个人最佳/纪录 \| SB个人赛季最佳 \| WR世界纪录 \| WL世界赛季最佳 |                             |           |                                 |           |                             |        |

### 女子

#### 徑賽
| 年表: 2015 \| 2017 \| 2019 \| 2021 \| 2023 |
| ------------------------------------------ |

| 项目 | 金牌 | 金牌               | 银牌 | 银牌        | 铜牌 | 铜牌        |
| 100米 (風速: +0.1 m/s) | 謝莉-安·弗雷澤 · 牙买加（JAM） | 10.71 WL           | 迪娜·阿舍-史密斯 · 英国（GBR） | 10.83 NR    | 瑪麗-約瑟·塔·洛 · 科特迪瓦（CIV）                                                                               | 10.90       |
| 200米 (風速: +0.9 m/s) | 迪娜·阿舍-史密斯 · 英国（GBR） | 21.88 NR           | 布里塔妮·布朗 · 美国（USA） | 22.22 PB    | 穆金加·坎邦吉 · 瑞士（SUI）                                                                                     | 22.51       |
| 400米 | 薩勒瓦·納賽爾 · 巴林（BHR） | 48.14 WL、AR       | 肖娜·米勒-尤伊伯 · 巴哈马（BAH） | 48.37 AR    | 謝瑞卡·傑克遜 · 牙买加（JAM）                                                                                   | 49.47 PB    |
| 800米 | 哈丽玛·纳卡依 · 乌干达（UGA） | 1:58.04 NR         | 蕾文·罗杰斯 · 美国（USA） | 1:58.18 SB  | 阿杰伊·威尔逊 · 美国（USA）                                                                                     | 1:58.84     |
| 1500米 | 西凡·哈桑 · 荷兰（NED） | 3:51.95 CR、WL、AR | 菲斯·基皮耶贡 · 肯尼亚（KEN） | 3:54.22 NR  | 古达夫·特塞盖 · 埃塞俄比亚（ETH）                                                                               | 3:54.38 PB  |
| 5000米 | 海伦·奥桑多·奥比里 · 肯尼亚（KEN） | 14:26.72 CR        | 玛格丽特·基普肯博伊 · 肯尼亚（KEN） | 14:27.49 PB | 康斯坦策·克洛斯特哈尔芬 · 德国（GER）                                                                           | 14:28.43    |
| 10000米 | 西凡·哈桑 · 荷兰（NED） | 30:17.62 WL、PB    | 莱特森贝特·吉迪 · 埃塞俄比亚（ETH） | 30:21.23 PB | 阿格妮丝·蒂罗普 · 肯尼亚（KEN）                                                                                 | 30:25.20 PB |
| 马拉松 | 露丝·切普恩杰蒂奇 · 肯尼亚（KEN） | 2:32:43            | 羅斯·切利莫 · 巴林（BHR） | 2:33:46     | 赫拉莉娅·约翰内斯 · 纳米比亚（NAM）                                                                             | 2:34:15     |
| 100米栏 (風速: +0.3 m/s) | 妮娅·阿里 · 美国（USA） | 12.34 PB           | 肯德拉·哈里森 · 美国（USA） | 12.46       | 丹妮爾·威廉斯 · 牙买加（JAM）                                                                                   | 12.47       |
| 400米栏 | 達莉拉·穆罕默德 · 美国（USA） | 52.16 WR           | 悉妮·麦克劳克林 · 美国（USA） | 52.23 PB    | 鲁谢尔·克莱顿 · 牙买加（JAM）                                                                                   | 53.74 PB    |
| 3000米障碍赛 | 碧翠丝·切普科奇 · 肯尼亚（KEN） | 8:57.84 CR         | 艾瑪·科伯恩 · 美国（USA） | 9:02.35 PB  | 格萨·菲莉齐塔·克劳泽 · 德国（GER）                                                                              | 9:03.30 NR  |
| 20公里竞走 | 劉虹 · 中国（CHN） | 1:32:53            | 切陽什姐 · 中国（CHN） | 1:33:10     | 楊柳靜 · 中国（CHN）                                                                                            | 1:33:17     |
| 50公里竞走 | 梁瑞 · 中国（CHN） | 4.23.26            | 李毛措 · 中国（CHN） | 4.26.40     | 埃列奥诺拉·吉奥尔吉 · 義大利（ITA）                                                                             | 4.29.13     |
| 4×100米接力 | 牙买加（JAM） · 娜塔莉娅·怀特 · 谢莉-安·弗雷泽 · 乔妮尔·史密斯 · 谢瑞卡·杰克逊 · 娜塔莎·莫里森*                                                           | 41.44 WL           | 英國（GBR） · 亚莎·菲利普 · 迪娜·阿舍-史密斯 · 阿什莉·尼尔逊 · 达里尔·内塔 · 伊曼妮-拉拉·蘭斯科特*                                      | 41.85 SB    | 美国（USA） · Dezerea Bryant · 泰安娜·丹尼爾斯 · 莫洛拉克·阿基诺森 · Kiara Parker                               | 42.10 SB    |
| 4×400米接力 | 美国（USA） · 菲莉丝·弗朗西斯 · 悉妮·麦克劳克林 · 达莉拉·穆罕默德 · 韋德琳·尤納塔斯 · 杰茜卡·比尔德* · 艾麗森·菲利克斯* · 肯達爾·埃利斯* · 科特妮·奥克罗* | 3:18.92 WL         | 波蘭（POL） · 伊加·鲍姆加特-维坦 · 帕特蕾恰·维齐什凯维奇 · 马乌戈热塔·霍武布-科瓦利克 · 尤斯蒂娜·希温蒂-埃尔塞蒂克 · 安娜·凯乌巴辛斯卡* | 3:21.89 NR  | 牙买加（JAM） · 阿纳斯塔西娅·勒罗伊 · 蒂法妮·詹姆斯 · 斯蒂芬妮·安·麦克弗森 · 谢瑞卡·杰克逊 · 羅內莎·麥克格雷格* | 3:22.37 SB  |
| AR地区纪录 \| CR锦标赛纪录 \| NR国家纪录 \| OR奥运会纪录 \| PB/PR个人最佳/纪录 \| SB个人赛季最佳 \| WR世界纪录 \| WL世界赛季最佳 | |                    | |             | |             |

* 仅参加预赛但仍获得奖牌的选手。

#### 田賽
| 年表: 2015 \| 2017 \| 2019 \| 2021 \| 2023 |
| ------------------------------------------ |

| 项目 | 金牌                                      | 金牌          | 银牌                                 | 银牌         | 铜牌                                | 铜牌      |
| 跳高 | 瑪麗亞·拉斯茲柯內 · 授權中立運動員（ANA） | 2.04 m        | 雅罗斯拉娃·马胡奇赫 · 乌克兰（UKR）  | 2.04 m WU20R | 瓦西蒂·坎寧安 · 美国（USA）         | 2.00 m PB |
| 撑竿跳高 | 安热莉卡·西多罗娃 · 授權中立運動員（ANA） | 4.95 m WL、PB | 桑迪·莫里斯 · 美国（USA）            | 4.90 m SB    | 艾克特瑞妮·斯蒂芬尼迪 · 希腊（GRE） | 4.85 m SB |
| 跳远 | 玛莱卡·米哈姆博 · 德国（GER）             | 7.30 m WL、PB | 玛丽娜·别赫-罗曼丘克 · 乌克兰（UKR） | 6.92 m SB    | 埃塞·布鲁梅 · 奈及利亞（NGR）       | 6.91 m    |
| 三级跳远 | 尤利马尔·罗哈斯 · 委內瑞拉（VEN）         | 15.37 m       | 莎妮埃卡·里基茨 · 牙买加（JAM）      | 14.92 m      | 凱特林·伊巴古恩 · 哥伦比亚（COL）   | 14.73 m   |
| 铅球 | 鞏立姣 · 中国（CHN）                      | 19.55 m       | 达妮埃尔·托马斯-多德 · 牙买加（JAM） | 19.47 m      | 克里斯蒂娜·施瓦尼茨 · 德国（GER）   | 19.17 m   |
| 铁饼 | 亚伊梅·佩雷斯 · 古巴（CUB）               | 69.17 m       | 德妮亚·卡瓦列罗 · 古巴（CUB）        | 68.44 m      | 桑德拉·佩爾科維奇 · 克罗地亚（CRO） | 66.72 m   |
| 链球 | 迪安娜·普莱斯 · 美国（USA）               | 77.54 m       | 乔安娜·费奥多罗 · 波兰（POL）        | 76.35 m PB   | 王崢 · 中国（CHN）                  | 74.76 m   |
| 标枪 | 凯尔希-李·巴伯 · 澳大利亚（AUS）          | 66.56 m       | 劉詩穎 · 中国（CHN）                 | 65.88 m SB   | 呂會會 · 中国（CHN）                | 65.49 m   |
| AR地区纪录 \| CR锦标赛纪录 \| NR国家纪录 \| OR奥运会纪录 \| PB/PR个人最佳/纪录 \| SB个人赛季最佳 \| WR世界纪录 \| WL世界赛季最佳 |                                           |               |                                      |              |                                     |           |

#### 混合
| 年表: 2015 \| 2017 \| 2019 \| 2021 \| 2023 |
| ------------------------------------------ |

| 项目 | 金牌                                 | 金牌          | 银牌                            | 银牌   | 铜牌                          | 铜牌   |
| 七项全能 | 卡特琳娜·约翰逊-汤普森 · 英国（GBR） | 6981分 WL、NR | 納菲薩圖·蒂亞姆 · 比利时（BEL） | 6677分 | 维丽娜·普赖纳 · 奥地利（AUT） | 6560分 |
| AR地区纪录 \| CR锦标赛纪录 \| NR国家纪录 \| OR奥运会纪录 \| PB/PR个人最佳/纪录 \| SB个人赛季最佳 \| WR世界纪录 \| WL世界赛季最佳 |                                      |               |                                 |        |                               |        |

### 男女混合
| 项目 | 金牌 | 金牌       | 银牌                                                                                         | 银牌       | 铜牌                                                                                        | 铜牌       |
| 4×400米接力 | 美国（USA） · 威尔伯特·伦敦 · 艾麗森·菲利克斯 · 科特妮·奥克罗 · 迈克尔·彻里 · Tyrell Richard* · 杰茜卡·比尔德* · Jasmine Blocker* · Obi Igbokwe* | 3:09.34 WR | 牙买加（JAM） · 内森·艾伦 · 羅內莎·麥克格雷格 · 蒂法妮·詹姆斯 · 贾冯·弗朗西斯 · 詹妮維·羅素* | 3:11.78 NR | 巴林（BHR） · 穆萨·伊萨 · 阿米娜特·优素福·贾马尔 · 薩勒瓦·納賽爾 · 阿巴斯·阿布巴卡尔·阿巴斯 | 3:11.82 AR |
| AR地区纪录 \| CR锦标赛纪录 \| NR国家纪录 \| OR奥运会纪录 \| PB/PR个人最佳/纪录 \| SB个人赛季最佳 \| WR世界纪录 \| WL世界赛季最佳 | |            |                                                                                              |            |                                                                                             |            |

* 仅参加预赛但仍获得奖牌的选手。

## 獎牌榜
*   主办国家/地区
| 排名                      | 国家 / 地区               | 金牌 | 銀牌 | 銅牌 | 总计 |
| ------------------------- | ------------------------- | ---- | ---- | ---- | ---- |
| 1                         | 美国                      | 14   | 11   | 4    | 29   |
| 2                         |                           | 5    | 2    | 4    | 11   |
| 3                         | 牙买加                    | 3    | 5    | 4    | 12   |
| 4                         | 中國                      | 3    | 3    | 3    | 9    |
| 5                         | 衣索比亞                  | 2    | 5    | 1    | 8    |
| –                         | 授權中立運動員[1]         | 2    | 3    | 1    | 6    |
| 6                         | 英國                      | 2    | 3    | 0    | 5    |
| 7                         | 德国                      | 2    | 0    | 4    | 6    |
| 8                         | 日本                      | 2    | 0    | 1    | 3    |
| 9                         | 荷蘭                      | 2    | 0    | 0    | 2    |
| 9                         | 乌干达                    | 2    | 0    | 0    | 2    |
| 11                        | 波蘭                      | 1    | 2    | 3    | 6    |
| 12                        | 巴林                      | 1    | 1    | 1    | 3    |
| 12                        | 古巴                      | 1    | 1    | 1    | 3    |
| 12                        | 瑞典                      | 1    | 1    | 1    | 3    |
| 15                        | 巴哈马                    | 1    | 1    | 0    | 2    |
| 16                        | *                         | 1    | 0    | 1    | 2    |
| 17                        |                           | 1    | 0    | 0    | 1    |
| 17                        | 格瑞那達                  | 1    | 0    | 0    | 1    |
| 17                        | 挪威                      | 1    | 0    | 0    | 1    |
| 17                        | 委內瑞拉                  | 1    | 0    | 0    | 1    |
| 21                        | 爱沙尼亚                  | 0    | 2    | 0    | 2    |
| 21                        | 乌克兰                    | 0    | 2    | 0    | 2    |
| 23                        | 加拿大                    | 0    | 1    | 4    | 5    |
| 24                        | 比利时                    | 0    | 1    | 1    | 2    |
| 24                        | 哥伦比亚                  | 0    | 1    | 1    | 2    |
| 24                        | 法國                      | 0    | 1    | 1    | 2    |
| 27                        | 阿尔及利亚                | 0    | 1    | 0    | 1    |
| 27                        |                           | 0    | 1    | 0    | 1    |
| 27                        | 葡萄牙                    | 0    | 1    | 0    | 1    |
| 30                        | 奥地利                    | 0    | 0    | 2    | 2    |
| 31                        | 布吉納法索                | 0    | 0    | 1    | 1    |
| 31                        |                           | 0    | 0    | 1    | 1    |
| 31                        |                           | 0    | 0    | 1    | 1    |
| 31                        |                           | 0    | 0    | 1    | 1    |
| 31                        | 西班牙                    | 0    | 0    | 1    | 1    |
| 31                        | 希腊                      | 0    | 0    | 1    | 1    |
| 31                        | 匈牙利                    | 0    | 0    | 1    | 1    |
| 31                        | 義大利                    | 0    | 0    | 1    | 1    |
| 31                        | 摩洛哥                    | 0    | 0    | 1    | 1    |
| 31                        | 纳米比亚                  | 0    | 0    | 1    | 1    |
| 31                        | 奈及利亞                  | 0    | 0    | 1    | 1    |
| 31                        | 新西兰                    | 0    | 0    | 1    | 1    |
| 31                        | 瑞士                      | 0    | 0    | 1    | 1    |
| 总计（共43个国家 / 地区） | 总计（共43个国家 / 地区） | 49   | 49   | 51   | 149  |

^[1]  IAAF未將授權中立運動員獲得的獎牌數計入獎牌榜。

## 參賽國家或地區
214個IAAF成員中共有209個參加，包括難民運動員隊在內，共計1972名參賽運動員（1054名男性、918名女性）。2019年9月23日，IAAF確認，全俄羅斯田徑協會的停權處罰仍然生效，因此俄羅斯運動員將以授權中立運動員的身份參賽。101個成員國僅派出一名運動員參加（其中25個為女性代表），而利比亞、列支敦斯登、蒙塞拉特島、諾福克島及吐瓦魯未派遣運動員參與。
- 阿富汗（AFG）
- 阿尔巴尼亚（ALB）
- 阿尔及利亚（ALG）
- 美属萨摩亚（ASA）
- 安道尔（AND）
- 安哥拉（ANG）
- 安圭拉（AIA）
- 安提瓜和巴布达（ATG）
- 阿根廷（ARG）
- 亚美尼亚（ARM）
- 难民运动员（ART）
- 阿鲁巴（ARU）
- （AUS）
- 奥地利（AUT）
- 授权中立运动员（ANA）
- 阿塞拜疆（AZE）
- 巴哈马（BAH）
- 巴林（BHR）
- （BAN）
- 巴巴多斯（BAR）
- 白俄罗斯（BLR）
- 比利时（BEL）
- 百慕大（BER）
- （BEN）
- 伯利兹（BIZ）
- 不丹（BHU）
- 玻利维亚（BOL）
- 波斯尼亚和黑塞哥维那（BIH）
- 博茨瓦纳（BOT）
- 巴西（BRA）
- （IVB）
- 汶莱（BRU）
- 保加利亚（BUL）
- 布基纳法索（BUR）
- 布隆迪（BDI）
- 柬埔寨（CAM）
- 喀麦隆（CMR）
- 加拿大（CAN）
- 佛得角（CPV）
- 开曼群岛（CAY）
- 中非共和国（CAF）
- （CHA）
- 智利（CHI）
- 中国（CHN）
- 刚果共和国（CGO）
- 哥伦比亚（COL）
- 科摩罗（COM）
- 库克群岛（COK）
- 哥斯达黎加（CRC）
- 克罗地亚（CRO）
- 古巴（CUB）
- 塞浦路斯（CYP）
- 捷克（CZE）
- 刚果民主共和国（COD）
- 丹麦（DEN）
- 吉布提（DJI）
- 多米尼克（DMA）
- （DOM）
- 厄瓜多尔（ECU）
- 埃及（EGY）
- 萨尔瓦多（ESA）
- 赤道几内亚（GEQ）
- 厄立特里亚（ERI）
- 爱沙尼亚（EST）
- 埃塞俄比亚（ETH）
- 斐济（FIJ）
- 芬兰（FIN）
- 法国（FRA）
- 法属波利尼西亚（PYF）
- 密克罗尼西亚（FSM）
- 加蓬（GAB）
- 冈比亚（GAM）
- （GEO）
- 德国（GER）
- （GHA）
- 直布罗陀（GIB）
- 英国（GBR）
- 希腊（GRE）
- 格林纳达（GRN）
- 关岛（GUM）
- 危地马拉（GUA）
- 几内亚（GUI）
- 几内亚比绍（GBS）
- 圭亚那（GUY）
- 海地（HAI）
- 洪都拉斯（HON）
- 中国香港（HKG）
- 匈牙利（HUN）
- 冰岛（ISL）
- 印度（IND）
- 印度尼西亚（INA）
- 伊朗（IRI）
- 伊拉克（IRQ）
- 爱尔兰（IRL）
- 以色列（ISR）
- 意大利（ITA）
- 科特迪瓦（CIV）
- 牙买加（JAM）
- 日本（JPN）
- 约旦（JOR）
- （KAZ）
- （KEN）
- 基里巴斯（KIR）
- 科索沃（KOS）
- 科威特（KUW）
- （KGZ）
- 老挝（LAO）
- 拉脱维亚（LAT）
- 黎巴嫩（LBN）
- 莱索托（LES）
- 利比里亚（LBR）
- 立陶宛（LTU）
- 卢森堡（LUX）
- 中国澳门（MAC）
- 马达加斯加（MAD）
- 马来西亚（MAS）
- 马拉维（MAW）
- 马尔代夫（MDV）
- （MLI）
- 马耳他（MLT）
- 马绍尔群岛（MHL）
- 毛里塔尼亚（MTN）
- 毛里求斯（MRI）
- 墨西哥（MEX）
- 摩尔多瓦（MDA）
- 摩纳哥（MON）
- 蒙古（MGL）
- （MNE）
- 摩洛哥（MAR）
- 莫桑比克（MOZ）
- 缅甸（MYA）
- 纳米比亚（NAM）
- （NRU）
- 尼泊尔（NEP）
- 荷兰（NED）
- 新西兰（NZL）
- 尼加拉瓜（NCA）
- （NIG）
- 尼日利亚（NGR）
- 朝鲜（PRK）
- 北马其顿（MKD）
- 北马里亚纳群岛（NMI）
- 挪威（NOR）
- 阿曼（OMA）
- 帕劳（PLW）
- 巴基斯坦（PAK）
- 巴勒斯坦（PLE）
- 巴拿马（PAN）
- 巴布亚新几内亚（PNG）
- 巴拉圭（PAR）
- 秘鲁（PER）
- 菲律宾（PHI）
- 波兰（POL）
- 葡萄牙（POR）
- 波多黎各（PUR）
- （QAT）（主辦國）
- 罗马尼亚（ROU）
- 卢旺达（RWA）
- 圣基茨和尼维斯（SKN）
- 圣卢西亚（LCA）
- 圣文森特和格林纳丁斯（VIN）
- 萨摩亚（SAM）
- 圣马力诺（SMR）
- 圣多美和普林西比（STP）
- 沙特阿拉伯（KSA）
- 塞内加尔（SEN）
- 塞尔维亚（SRB）
- 塞舌尔（SEY）
- （SLE）
- 新加坡（SGP）
- 斯洛伐克（SVK）
- 斯洛文尼亚（SLO）
- 所罗门群岛（SOL）
- 索马里（SOM）
- 南非（RSA）
- 韩国（KOR）
- 南苏丹（SSD）
- 西班牙（ESP）
- 斯里兰卡（SRI）
- 苏丹（SUD）
- 苏里南（SUR）
- （SWZ）
- 瑞典（SWE）
- 瑞士（SUI）
- 叙利亚（SYR）
- 中华台北（TPE）
- （TJK）
- 坦桑尼亚（TAN）
- 泰国（THA）
- 东帝汶（TLS）
- 多哥（TOG）
- （TGA）
- 特立尼达和多巴哥（TTO）
- 突尼斯（TUN）
- 土耳其（TUR）
- （TKM）
- （TCA）
- 乌干达（UGA）
- 乌克兰（UKR）
- 阿拉伯联合酋长国（UAE）
- 美国（USA）
- 乌拉圭（URU）
- （ISV）
- （UZB）
- 瓦努阿图（VAN）
- 委内瑞拉（VEN）
- 越南（VIE）
- 也门（YEM）
- 赞比亚（ZAM）
- 津巴布韦（ZIM）

## 外部連結
- 官方网站
- Doha 2019 Website（页面存档备份，存于）
- IAAF（页面存档备份，存于）